# Vyond
Vyond (anteriormente conhecido como Go! Animate e GoAnimate) é uma plataforma de criação de vídeos de desenho animado baseada em nuvem de propriedade da GoAnimate, Inc.

## História
A Vyond foi fundada como GoAnimate em 2007 por Alvin Hung, e a primeira versão do GoAnimate foi lançada em meados de 2008. Em maio de 2009, o DomoAnimate foi lançado. Este programa permitiu aos usuários criar GoAnimations com base nos shorts Domo. O site fechou em 15 de setembro de 2014 e depois foi redirecionado para o site da GoAnimate for Schools. No início de 2011, a GoAnimate tornou-se parceira fundadora do YouTube Create - um conjunto de aplicativos disponíveis para criadores de conteúdo no YouTube.
Um escritório dos EUA em São Francisco foi inaugurado em junho de 2011.[carece de fontes?] No final de agosto de 2011, o GoAnimate for Schools foi lançado publicamente. O GoAnimate for Schools é uma versão do GoAnimate segura para a escola, com recursos dedicados de privacidade, segurança, moderação de conteúdo e gerenciamento de grupo. No final de 2011, um conjunto personalizado de personagens “Election 2012” se tornou popular.
Em 1 de março de 2012, a GoAnimate lançou o Business Friendly Theme, o primeiro dos quatro temas de negócios do site. Em abril de 2012, os primeiros planos de assinatura de negócios foram lançados publicamente. Estes incluíram o download de 1080p, remoção e substituição de logotipo e novos temas visuais de negócios. Esses planos levaram a uma maior popularidade e exposição para a GoAnimate.
Até julho de 2013, mais de dez milhões de vídeos foram criados usando a plataforma GoAnimate. Em 16 de setembro de 2013, a GoAnimate alterou o seu logótipo, retirando o ponto de exclamação. Nesse mesmo dia, o site foi relançado com uma nova interface de usuário, além da remoção de GoBucks e GoPoints.

Logo para GoAnimate usado de 2013 a 2018.

No final de 2013, os ativos de “paper cutout” do pioneiro em vídeo explicativo Common Craft foram integrados no GoAnimate como um novo tema visual. Em abril de 2014, foram lançados planos de assinatura de vários negócios, incluindo ferramentas administrativas completas, além de colaboração e revisão em grupo. Na mesma época, a GoAnimate também lançou seu próximo tema de negócios, o Whiteboard Animation, e uma integração de publicação com a plataforma de criação de cursos Lectora.
Até o final de 2014, a biblioteca da GoAnimate continha mais de 10.000 ativos, incluindo um novo conjunto de juízes e locais da Suprema Corte. Em 2015, o escritório de Taiwan foi aberto, tornando-se o terceiro local da GoAnimate (depois de Hong Kong e São Francisco).
Em maio de 2015, a GoAnimate anunciou planos de expansão futuros incluindo a abertura de capital, mas não houve nenhuma decisão sobre o local de listagem. Durante o verão de 2015, os recursos de redes sociais, como favoritos, comentários e mensagens, foram removidos para que o GoAnimate pudesse se concentrar mais em negócios e marketing.[carece de fontes?]
Em 19 de outubro de 2015, foi anunciado que o GoAnimate migraria do Adobe Flash e passaria para a animação em HTML5, o que pode permitir compatibilidade com dispositivos móveis. Os temas mais antigos, menos tecnologicamente adaptáveis (ou Non-Business Themes), como Lil Peepz, Comedy World e Cartoon Classics, foram aposentados por serem incompatíveis com o HTML5. No entanto, o GoAnimate for Schools manteve o Adobe Flash e os temas não comerciais até 26 de julho de 2016. [carece de fontes?]
Em 25 de novembro de 2015, a GoAnimate substituiu o plano gratuito por um plano de teste com duração de 14 dias. Depois que a assinatura expirar, a capacidade de criar ou editar vídeos será bloqueada até que um plano pago seja assinado. [carece de fontes?] Até o final de 2015, a empresa tinha mais de 50 funcionários. Em 6 de maio de 2018, o GoAnimate foi renomeado para Vyond depois que a empresa revelou seu lançamento para ocorrer em uma exposição em San Diego um dia depois. O nome comercial para Vyond permanece como "GoAnimate, Inc.".[carece de fontes?]
Em 6 de maio de 2019, a Vyond anunciou a remoção do criador de vídeos, devido ao suporte do Flash Flash.

## Produção
A Vyond fornece a seus usuários uma biblioteca contendo dezenas de milhares de ativos pré-animados, que podem ser controlados através de uma simples interface de arrastar e soltar. Os tipos de recursos incluem caracteres, ações, modelos, adereços, caixas de texto, faixas de música e efeitos sonoros. Os usuários também podem carregar seus próprios recursos, como arquivos de áudio, arquivos de imagem ou arquivos de vídeo. Há também uma ferramenta de composição de arrastar e soltar, que os usuários podem usar para criar panorâmicas e zooms.
O diálogo falado e a narração podem ser gravados diretamente na plataforma ou importados como um arquivo de áudio. Caracteres podem automaticamente diálogo de lip-sync que é atribuído a eles. Alternativamente, o áudio pode ser definido como narração de voiceover. Os usuários podem baixar seus vídeos finalizados como arquivos MP4, GIFs ou apresentações de vídeo. Eles também podem exportá-los diretamente para uma variedade de sites de hospedagem de vídeo, incluindo YouTube, Wistia, Vidyard, Vimeo, Vzaar e WeVideo.
Uma versão para as escolas também estava disponível, chamada GoAnimate for Schools. Em 10 de abril de 2018, Vyond anunciou que o GoAnimate for Schools seria desativado em 30 de junho de 2019. No mesmo dia, a GoAnimate removeu seu teste gratuito de 14 dias para o site da escola. As compras e renovações de subscrições em goanimate4schools.com foram removidas posteriormente em 6 de maio de 2018, com o suporte e o serviço de produtos encerrando oficialmente em 30 de junho de 2019.

## Videos punitivos
No YouTube, surgiu uma subcultura de vídeos que usam Vyond, apresentando interpretações criadas por usuários de personagens populares de programas infantis, como Caillou e Dora the Explorer. Esses vídeos são conhecidos coloquialmente como "Vídeos punitivos" (tradução literal do inglês Grounded videos). Esses vídeos caracterizam os referidos personagens como "causadores de problemas" que geralmente recebem punições desproporcionais por questões menores, geralmente fundamentadas por vários anos, a partir de alguma forma de figura de autoridade. Eles são criados com a intenção de efeito cômico, porque o analisador de texto Vyond falha ao reconhecer grandes números ou na leitura de sons onomatopeicos conforme digitados, a classificação indicativa do vídeo é não recomendado para menores de dezesseis anos.

## Webseries
A plataforma também tem sido usada para criar animações e personagens de forma independente e exclusivamente para exibições no YouTube ou Vimeo. Os desenhos e a animação já vêm feitos e o usuário tem de produzir storyboard e roteiros. Dentro da plataforma os criadores do conteúdo também decidem as roupas, a cor de pele e a altura do personagem. Mas a desvantagem é que os vídeos têm de ser deixados em domínio público, pois o material não é de produção própria. Um exemplo é o de Zara and Erika, que é um sucesso no YouTube. 